# ゼリーフライ

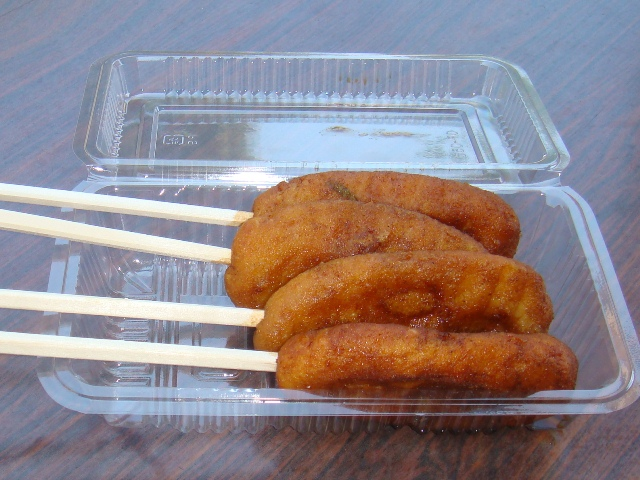
棒に刺して食べやすくしたタイプ

ゼリーフライは、おからやジャガイモを主原料に、小判型に成形して素揚げしたコロッケの一種である。埼玉県行田市の付近に広まり、ご当地グルメとして地域おこしに用いられている。

## 概要
おからと茹でたジャガイモを主原料に、ニンジンやネギなどの野菜を加え、コロッケのように成形し、素揚げして作る。店によっておからとジャガイモの比率は異なり、つなぎとして鶏卵を加える場合もある。
いわゆる「おからコロッケ」の一種で、軽食としてソースをつけて食べられることが多い。ご当地グルメとして、行田市内各所においてスタンドやカウンター形式で販売されたり、夏祭りなど地域のイベントで販売される。価格は平均して1個100円程である。なお、行田市内では単に「フライ」というと、全く別の食べ物「行田フライ」を指すことが多い。

## 由来
ゼリーフライの由来は、かつて行田市持田に存在した「一福茶屋」の主人が、日露戦争で中国東北部に従軍した際、現地で食べられていた野菜まんじゅうを基にアレンジしたものと言われ、店売りされた詳細な年代は不明なものの、明治後期には既に確認されている。
名称の「ゼリー」はゼラチンで固めた菓子の「ゼリー」ではなく、形状や大きさが小判に近いことから「銭富来（ぜにふらい）」と呼ばれていたものが訛り、「ゼリーフライ」に変化したとされている。ただし「フライ」については行田周辺の産物が布であったことから「布来（ふらい）」に由来するとの説もあり、定かではない。

## 評価や活用
行田のゼリーフライは、行田フライと共に2017年（平成29年）4月28日に文化庁が認定する日本遺産ストーリー「和装文化の足元を支え続ける足袋蔵のまち行田」の構成資産（文化財）の一つとなった。
同じく文化庁『100年フード』「近代の100年フード部門〜明治・大正に生み出された食文化〜」にフライと共に認定された。
行田市の町おこしと共に全国ブランド化事業の一つとなっており、「こぜにちゃん」というゆるキャラを作成し、各方面へPRしている。また、「行田ゼリーフライ（ぎょうだゼリーフライ）」は同市の登録商標となっている。同市が舞台となった『のぼうの城』の映画が上映された際にもPR活動を展開していた。

## 引用文献
1. 1 2 3 4  “フライ・ゼリーフライ”.   行田市観光協会. 2017年6月13日閲覧。
2. ↑  “埼玉・行田、2つのフライ おなかにずっしり存在感”. 日本経済新聞夕刊:  p. 7. (2016年5月24日) 2017年6月13日閲覧。
3. ↑  “ゼリーフライ”.   行田市 (2014年1月31日). 2017年6月13日閲覧。
4. ↑  “足袋の町のご当地グルメ「行田ゼリーフライ」”. 食文化を旅する.   日本食文化観光推進機構. 2023年11月27日閲覧。
5. ↑  日本遺産ポータルサイト（文化庁）
6. ↑  全国各地の100年フード
7. ↑  行田市には行田フライのPRキャラクター「フラべぇ」もおり、イベントでタッグを組むことも多い。
8. ↑  “こぜにちゃんとフラべぇ”.   行田市 (2016年6月28日). 2017年6月13日閲覧。